# Covextrocerus namibicus
Covextrocerus namibicus är en stekelart som beskrevs av Gusenleitner 2001. Covextrocerus namibicus ingår i släktet Covextrocerus och familjen Eumenidae. Inga underarter finns listade i Catalogue of Life.